# Hockey Series Open 2018-2019 (mannen)
De Hockey Series Open 2018-2019 is de eerste ronde van de Hockey Series 2018-2019 voor mannen . De competitie ging van start in juni 2018 en eindigde in december van dat jaar. Alle landen die bij de FIH waren aangesloten, behalve de negen deelnemers aan de Hockey Pro League, konden zich inschrijven. De negen beste landen volgens de wereldranglijst van 9 juni 2017 waren direct voor de volgende ronde, de Hockey Series Finals, geplaatst.
De 46 landen werden in negen verschillende toernooien ingedeeld waarbij per toernooi een of twee landen zich plaatsten voor de volgende ronde.

## Salamanca
In Salamanca (Mexico) werd van 5 tot en met 10 juni gespeeld. De vijf teams speelden één keer tegen elkaar en de beste twee teams plaatsten zich voor de volgende ronde.
Alle tijden zijn in lokale tijd (UTC−6).
| Team             | GS | W | G | V | DV | DT | DS  | Ptn |
| ---------------- | -- | - | - | - | -- | -- | --- | --- |
| Verenigde Staten | 4  | 3 | 1 | 0 | 54 | 5  | +49 | 10  |
| Mexico           | 4  | 3 | 1 | 0 | 48 | 6  | +42 | 10  |
| Puerto Rico      | 4  | 2 | 0 | 2 | 11 | 22 | −11 | 6   |
| Panama           | 4  | 1 | 0 | 3 | 2  | 37 | −35 | 3   |
| Costa Rica       | 4  | 0 | 0 | 4 | 0  | 45 | −45 | 0   |

| 5 juni 2018 10:30 |           |        |                                                          |
| Puerto Rico       | 4–0       | Panama | Scheidsrechters: Andrés Ledesma (ARG) Andrey Umana (CRC) |
|                   | (verslag) |        | Scheidsrechters: Andrés Ledesma (ARG) Andrey Umana (CRC) |

| 5 juni 2018 12:30 |           |            |                                                               |
| Mexico            | 18–0      | Costa Rica | Scheidsrechters: Gabriel Labate (ARG) Nathaniel Fuentes (PAN) |
|                   | (verslag) |            | Scheidsrechters: Gabriel Labate (ARG) Nathaniel Fuentes (PAN) |

| 6 juni 2018 11:00 |           |            |                                                              |
| Verenigde Staten  | 19–0      | Costa Rica | Scheidsrechters: Eduardo Islas (MEX) Nathaniel Fuentes (PAN) |
|                   | (verslag) |            | Scheidsrechters: Eduardo Islas (MEX) Nathaniel Fuentes (PAN) |

| 6 juni 2018 13:00 |           |        |                                                      |
| Mexico            | 11–0      | Panama | Scheidsrechters: Ridge Bair (USA) Andrey Umana (CRC) |
|                   | (verslag) |        | Scheidsrechters: Ridge Bair (USA) Andrey Umana (CRC) |

| 7 juni 2018 15:00 |           |                  |                                                            |
| Puerto Rico       | 0–8       | Verenigde Staten | Scheidsrechters: Gabriel Labate (ARG) Andrés Ledesma (ARG) |
|                   | (verslag) |                  | Scheidsrechters: Gabriel Labate (ARG) Andrés Ledesma (ARG) |

| 8 juni 2018 15:00 |           |            |                                                       |
| Panama            | 2–0       | Costa Rica | Scheidsrechters: Ridge Bair (USA) Eduardo Islas (MEX) |
|                   | (verslag) |            | Scheidsrechters: Ridge Bair (USA) Eduardo Islas (MEX) |

| 9 juni 2018 15:00 |           |             |                                                       |
| Costa Rica        | 0–6       | Puerto Rico | Scheidsrechters: Ridge Bair (USA) Eduardo Islas (MEX) |
|                   | (verslag) |             | Scheidsrechters: Ridge Bair (USA) Eduardo Islas (MEX) |

| 9 juni 2018 17:00 |           |                  |                                                            |
| Mexico            | 5–5       | Verenigde Staten | Scheidsrechters: Gabriel Labate (ARG) Andrés Ledesma (ARG) |
|                   | (verslag) |                  | Scheidsrechters: Gabriel Labate (ARG) Andrés Ledesma (ARG) |

| 10 juni 2018 15:00 |           |        |                                                          |
| Verenigde Staten   | 22–0      | Panama | Scheidsrechters: Andrey Umana (CRC) Gabriel Labate (ARG) |
|                    | (verslag) |        | Scheidsrechters: Andrey Umana (CRC) Gabriel Labate (ARG) |

| 10 juni 2018 17:00 |           |        |                                                        |
| Puerto Rico        | 1–14      | Mexico | Scheidsrechters: Ridge Bair (USA) Andrés Ledesma (ARG) |
|                    | (verslag) |        | Scheidsrechters: Ridge Bair (USA) Andrés Ledesma (ARG) |

## Singapore
In Singapore, werd van 23 juni tot en met 1 juli gespeeld. De zes teams speelden één keer tegen elkaar, de beste twee speelden de finale en plaatsten zich beide voor de volgende ronde.
Alle tijden zijn in lokale tijd (UTC+8).
| Team           | GS | W | G | V | DV | DT | DS  | Ptn |
| -------------- | -- | - | - | - | -- | -- | --- | --- |
| Singapore      | 5  | 5 | 0 | 0 | 23 | 3  | +20 | 15  |
| Thailand       | 5  | 4 | 0 | 1 | 19 | 9  | +10 | 12  |
| Chinees Taipei | 5  | 3 | 0 | 2 | 20 | 13 | +7  | 9   |
| Myanmar        | 5  | 2 | 0 | 3 | 20 | 14 | +6  | 6   |
| Hongkong       | 5  | 1 | 0 | 4 | 10 | 22 | −12 | 3   |
| Indonesië      | 5  | 0 | 0 | 5 | 1  | 32 | −31 | 0   |

### Eerste ronde
| 23 juni 2018 16:30 |           |         |                                                                |
| Hongkong           | 2–6       | Myanmar | Scheidsrechters: Hari Manikandan (IDN) Saifulnizam Seftu (SGP) |
|                    | (verslag) |         | Scheidsrechters: Hari Manikandan (IDN) Saifulnizam Seftu (SGP) |

| 23 juni 2018 18:30 |           |                |                                                             |
| Thailand           | 3–1       | Chinees Taipei | Scheidsrechters: Kamran Hussain (PAK) Khaeriva Hasani (IDN) |
|                    | (verslag) |                | Scheidsrechters: Kamran Hussain (PAK) Khaeriva Hasani (IDN) |

| 23 juni 2018 19:00 |           |           |                                                                   |
| Singapore          | 7–0       | Indonesië | Scheidsrechters: Khalil Al-Balushi (OMA) Puvalagan Paskaran (MAS) |
|                    | (verslag) |           | Scheidsrechters: Khalil Al-Balushi (OMA) Puvalagan Paskaran (MAS) |

| 24 juni 2018 17:30 |           |                |                                                                     |
| Hongkong           | 2–5       | Chinees Taipei | Scheidsrechters: Narongtuch Subboonsong (THA) Khaeriva Hasani (IDN) |
|                    | (verslag) |                | Scheidsrechters: Narongtuch Subboonsong (THA) Khaeriva Hasani (IDN) |

| 24 juni 2018 19:00 |           |         |                                                                 |
| Singapore          | 2–0       | Myanmar | Scheidsrechters: Puvalagan Paskaran (MAS) Hari Manikandan (IDN) |
|                    | (verslag) |         | Scheidsrechters: Puvalagan Paskaran (MAS) Hari Manikandan (IDN) |

| 24 juni 2018 19:30 |           |          |                                                           |
| Indonesië          | 0–6       | Thailand | Scheidsrechters: Ravdeep Sethi (HKG) Kamran Hussain (PAK) |
|                    | (verslag) |          | Scheidsrechters: Ravdeep Sethi (HKG) Kamran Hussain (PAK) |

| 26 juni 2018 15:30 |           |          |                                                         |
| Indonesië          | 0–3       | Hongkong | Scheidsrechters: Hari Manikandan (IDN) Zarni Aung (MYA) |
|                    | (verslag) |          | Scheidsrechters: Hari Manikandan (IDN) Zarni Aung (MYA) |

| 26 juni 2018 16:00 |           |         |                                                                   |
| Chinees Taipei     | 5–4       | Myanmar | Scheidsrechters: Saifulnizam Seftu (SGP) Puvalagan Paskaran (MAS) |
|                    | (verslag) |         | Scheidsrechters: Saifulnizam Seftu (SGP) Puvalagan Paskaran (MAS) |

| 26 juni 2018 18:00 |           |           |                                                           |
| Thailand           | 1–4       | Singapore | Scheidsrechters: Kamran Hussain (PAK) Ravdeep Sethi (HKG) |
|                    | (verslag) |           | Scheidsrechters: Kamran Hussain (PAK) Ravdeep Sethi (HKG) |

| 27 juni 2018 15:30 |           |           |                                                                |
| Chinees Taipei     | 9–0       | Indonesië | Scheidsrechters: Zarni Aung (MYA) Narongtuch Subboonsong (THA) |
|                    | (verslag) |           | Scheidsrechters: Zarni Aung (MYA) Narongtuch Subboonsong (THA) |

| 27 juni 2018 16:00 |           |          |                                                           |
| Myanmar            | 3–4       | Thailand | Scheidsrechters: Kamran Hussain (PAK) Ravdeep Sethi (HKG) |
|                    | (verslag) |          | Scheidsrechters: Kamran Hussain (PAK) Ravdeep Sethi (HKG) |

| 27 juni 2018 18:00 |           |           |                                                                 |
| Hongkong           | 2–6       | Singapore | Scheidsrechters: Puvalagan Paskaran (MAS) Hari Manikandan (IDN) |
|                    | (verslag) |           | Scheidsrechters: Puvalagan Paskaran (MAS) Hari Manikandan (IDN) |

| 29 juni 2018 17:30 |           |           |                                                                |
| Myanmar            | 7–1       | Indonesië | Scheidsrechters: Kamran Hussain (PAK) Puvalagan Paskaran (MAS) |
|                    | (verslag) |           | Scheidsrechters: Kamran Hussain (PAK) Puvalagan Paskaran (MAS) |

| 29 juni 2018 19:30 |           |          |                                                                |
| Thailand           | 5–1       | Hongkong | Scheidsrechters: Khaeriva Hasani (IDN) Saifulnizam Seftu (SGP) |
|                    | (verslag) |          | Scheidsrechters: Khaeriva Hasani (IDN) Saifulnizam Seftu (SGP) |

| 29 juni 2018 20:00 |           |                |                                                                   |
| Singapore          | 4–0       | Chinees Taipei | Scheidsrechters: Ravdeep Sethi (HKG) Narongtuch Subboonsong (THA) |
|                    | (verslag) |                | Scheidsrechters: Ravdeep Sethi (HKG) Narongtuch Subboonsong (THA) |

### Plaatsingswedstrijden
Om de 5e/6e plaats
| 1 juli 2018 17:30 |           |           |                                                                     |
| Hongkong          | 13–0      | Indonesië | Scheidsrechters: Narongtuch Subboonsong (THA) Hari Manikandan (IDN) |
|                   | (verslag) |           | Scheidsrechters: Narongtuch Subboonsong (THA) Hari Manikandan (IDN) |

Om de 3e/4e plaats
| 30 juni 2018 19:00 |           |         |                                                               |
| Chinees Taipei     | 6–2       | Myanmar | Scheidsrechters: Kamran Hussain (PAK) Saifulnizam Seftu (SGP) |
|                    | (verslag) |         | Scheidsrechters: Kamran Hussain (PAK) Saifulnizam Seftu (SGP) |

Finale
| 1 juli 2018 18:00 |           |          |                                                               |
| Singapore         | 4–1       | Thailand | Scheidsrechters: Ravdeep Sethi (HKG) Puvalagan Paskaran (MAS) |
|                   | (verslag) |          | Scheidsrechters: Ravdeep Sethi (HKG) Puvalagan Paskaran (MAS) |

### Eindrangschikking
| rang   | land           |
| ------ | -------------- |
| Goud   | Singapore      |
| Zilver | Thailand       |
| Brons  | Chinees Taipei |
| 4      | Myanmar        |
| 5      | Hongkong       |
| 6      | Indonesië      |

## Zagreb
In Zagreb, Kroatië werd van 25 tot en met 30 juni gespeeld. De vijf teams speelden één keer tegen elkaar en de beste twee teams plaatsten zich voor de volgende ronde.
Alle tijden zijn in lokale tijd (UTC+2).
| Team        | GS | W | G | V | DV | DT | DS  | Ptn |
| ----------- | -- | - | - | - | -- | -- | --- | --- |
| Oostenrijk  | 4  | 4 | 0 | 0 | 29 | 3  | +26 | 12  |
| Wales       | 4  | 3 | 0 | 1 | 22 | 5  | +17 | 9   |
| Kroatië     | 4  | 2 | 0 | 2 | 10 | 13 | −3  | 6   |
| Zwitserland | 4  | 1 | 0 | 3 | 3  | 18 | −15 | 3   |
| Slowakije   | 4  | 0 | 0 | 4 | 4  | 29 | −25 | 0   |

| 25 juni 2018 17:30 |           |           |                                                                |
| Wales              | 6–1       | Slowakije | Scheidsrechters: Łukasz Zwierzchowski (POL) Ivan Grgurev (CRO) |
|                    | (verslag) |           | Scheidsrechters: Łukasz Zwierzchowski (POL) Ivan Grgurev (CRO) |

| 25 juni 2018 19:30 |           |         |                                                         |
| Zwitserland        | 0–2       | Kroatië | Scheidsrechters: Michal Pivko (SVK) Kevin Roberts (WAL) |
|                    | (verslag) |         | Scheidsrechters: Michal Pivko (SVK) Kevin Roberts (WAL) |

| 26 juni 2018 17:30 |           |             |                                                             |
| Slowakije          | 1–2       | Zwitserland | Scheidsrechters: Friedrich Weiland (AUT) Ivan Grgurev (CRO) |
|                    | (verslag) |             | Scheidsrechters: Friedrich Weiland (AUT) Ivan Grgurev (CRO) |

| 26 juni 2018 19:30 |           |       |                                                                |
| Oostenrijk         | 3–0       | Wales | Scheidsrechters: Michal Pivko (SVK) Łukasz Zwierzchowski (POL) |
|                    | (verslag) |       | Scheidsrechters: Michal Pivko (SVK) Łukasz Zwierzchowski (POL) |

| 27 juni 2018 19:30 |           |         |                                                         |
| Oostenrijk         | 3–2       | Kroatië | Scheidsrechters: Kevin Roberts (WAL) Michal Pivko (SVK) |
|                    | (verslag) |         | Scheidsrechters: Kevin Roberts (WAL) Michal Pivko (SVK) |

| 28 juni 2018 19:30 |           |       |                                                                     |
| Zwitserland        | 1–7       | Wales | Scheidsrechters: Friedrich Weiland (AUT) Łukasz Zwierzchowski (POL) |
|                    | (verslag) |       | Scheidsrechters: Friedrich Weiland (AUT) Łukasz Zwierzchowski (POL) |

| 29 juni 2018 19:00 |           |            |                                                        |
| Zwitserland        | 0–8       | Oostenrijk | Scheidsrechters: Ivan Grgurev (CRO) Michal Pivko (SVK) |
|                    | (verslag) |            | Scheidsrechters: Ivan Grgurev (CRO) Michal Pivko (SVK) |

| 29 juni 2018 21:00 |           |           |                                                              |
| Kroatië            | 6–1       | Slowakije | Scheidsrechters: Kevin Roberts (WAL) Friedrich Weiland (AUT) |
|                    | (verslag) |           | Scheidsrechters: Kevin Roberts (WAL) Friedrich Weiland (AUT) |

| 30 juni 2018 16:35 |           |           |                                                         |
| Oostenrijk         | 15–1      | Slowakije | Scheidsrechters: Kevin Roberts (WAL) Ivan Grgurev (CRO) |
|                    | (verslag) |           | Scheidsrechters: Kevin Roberts (WAL) Ivan Grgurev (CRO) |

| 30 juni 2018 18:30 |           |         |                                                                     |
| Wales              | 9–0       | Kroatië | Scheidsrechters: Łukasz Zwierzchowski (POL) Friedrich Weiland (AUT) |
|                    | (verslag) |         | Scheidsrechters: Łukasz Zwierzchowski (POL) Friedrich Weiland (AUT) |

## Port Vila
In Port Vila, Vanuatu, werd van 15 tot en met 18 augustus gespeeld. De vier teams speelden een keer tegen elkaar in het Hockey 5-formaat. De beste twee speelden in de finale en de winnaar plaatste zich voor de volgende ronde.
Alle tijden zijn in lokale tijd (UTC+11).

### Eerste ronde
| Team             | GS | W | G | V | DV | DT | DS  | Ptn |
| ---------------- | -- | - | - | - | -- | -- | --- | --- |
| Vanuatu          | 3  | 3 | 0 | 0 | 23 | 3  | +20 | 9   |
| Fiji             | 3  | 2 | 0 | 1 | 19 | 9  | +10 | 6   |
| Salomonseilanden | 3  | 1 | 0 | 2 | 20 | 13 | +7  | 3   |
| Tonga            | 3  | 0 | 0 | 3 | 20 | 14 | +6  | 0   |

| 15 augustus 2018 09:00 |           |                  |                                                       |
| Tonga                  | 1–6       | Salomonseilanden | Scheidsrechters: Frank Vira (VAN) Malkom meioho (VAN) |
|                        | (verslag) |                  | Scheidsrechters: Frank Vira (VAN) Malkom meioho (VAN) |

| 15 augustus 2018 15:00 |           |                  |                                                                |
| Vanuatu                | 8–3       | Salomonseilanden | Scheidsrechters: Harry Heritage (FIJ) Catherine Thaggard (FIJ) |
|                        | (verslag) |                  | Scheidsrechters: Harry Heritage (FIJ) Catherine Thaggard (FIJ) |

| 16 augustus 2018 11:00 |           |      |                                                       |
| Tonga                  | 0–14      | Fiji | Scheidsrechters: Nick Saunders (NZL) Frank Vira (VAN) |
|                        | (verslag) |      | Scheidsrechters: Nick Saunders (NZL) Frank Vira (VAN) |

| 16 augustus 2018 16:00 |           |      |                                                        |
| Vanuatu                | 7–5       | Fiji | Scheidsrechters: Nick Saunders (NZL) Samson Auga (SOL) |
|                        | (verslag) |      | Scheidsrechters: Nick Saunders (NZL) Samson Auga (SOL) |

| 17 augustus 2018 09:00 |           |                  |                                                       |
| Fiji                   | 9–2       | Salomonseilanden | Scheidsrechters: Frank Vira (VAN) Malkom meioho (VAN) |
|                        | (verslag) |                  | Scheidsrechters: Frank Vira (VAN) Malkom meioho (VAN) |

| 17 augustus 2018 10:00 |           |         |                                                           |
| Tonga                  | 0–11      | Vanuatu | Scheidsrechters: Nick Saunders (NZL) Harry Heritage (FIJ) |
|                        | (verslag) |         | Scheidsrechters: Nick Saunders (NZL) Harry Heritage (FIJ) |

### Plaatsingswedstrijden
Om de 3e/4e plaats
| 18 augustus 2018 13:00 |           |       |                                                           |
| Salomonseilanden       | 4–0       | Tonga | Scheidsrechters: Harry Heritage (FIJ) Malkom meioho (VAN) |
|                        | (verslag) |       | Scheidsrechters: Harry Heritage (FIJ) Malkom meioho (VAN) |

Finale
| 18 augustus 2018 14:00 |           |      |                                                        |
| Vanuatu                | 6–4       | Fiji | Scheidsrechters: Nick Saunders (NZL) Samson Auga (SOL) |
|                        | (verslag) |      | Scheidsrechters: Nick Saunders (NZL) Samson Auga (SOL) |

### Eindrangschikking
| rang   | land             |
| ------ | ---------------- |
| Goud   | Vanuatu          |
| Zilver | Fiji             |
| Brons  | Salomonseilanden |
| 4      | Tonga            |

## Gniezno
In Gniezno, Polen werd van 28 augustus tot en met 2 september gespeeld. De zes teams speelden één keer tegen elkaar en de beste twee teams plaatsten zich voor de volgende ronde.
Alle tijden zijn in lokale tijd (UTC+2).
| Team     | GS | W | G | V | DV | DT | DS  | Ptn |
| -------- | -- | - | - | - | -- | -- | --- | --- |
| Polen    | 5  | 4 | 1 | 0 | 32 | 0  | +32 | 13  |
| Italië   | 5  | 3 | 2 | 1 | 30 | 4  | +26 | 11  |
| Oekraïne | 5  | 3 | 1 | 1 | 42 | 6  | +36 | 10  |
| Tsjechië | 5  | 2 | 0 | 3 | 20 | 15 | +5  | 6   |
| Litouwen | 5  | 1 | 0 | 4 | 3  | 37 | −34 | 3   |
| Cyprus   | 5  | 0 | 0 | 5 | 0  | 65 | −65 | 0   |

| 28 augustus 2018 15:00 |           |        |                                                                   |
| Tsjechië               | 3–4       | Italië | Scheidsrechters: Gavin Cruickshanks (SCO) Jaroslav Suchocki (LTU) |
|                        | (verslag) |        | Scheidsrechters: Gavin Cruickshanks (SCO) Jaroslav Suchocki (LTU) |

| 28 augustus 2018 17:00 |           |          |                                                           |
| Oekraïne               | 11–1      | Litouwen | Scheidsrechters: Michael Pontus (BEL) Alexandr Tóth (CZE) |
|                        | (verslag) |          | Scheidsrechters: Michael Pontus (BEL) Alexandr Tóth (CZE) |

| 28 augustus 2018 19:00 |           |        |                                                                   |
| Polen                  | 17–0      | Cyprus | Scheidsrechters: Maksym Perepelytsya (UKR) Antonio Ilgrande (ITA) |
|                        | (verslag) |        | Scheidsrechters: Maksym Perepelytsya (UKR) Antonio Ilgrande (ITA) |

| 29 augustus 2018 15:00 |           |        |                                                                 |
| Oekraïne               | 1–1       | Italië | Scheidsrechters: Alexandr Tóth (CZE) Łukasz Zwierzchowski (POL) |
|                        | (verslag) |        | Scheidsrechters: Alexandr Tóth (CZE) Łukasz Zwierzchowski (POL) |

| 29 augustus 2018 17:00 |           |          |                                                                     |
| Cyprus                 | 0–10      | Tsjechië | Scheidsrechters: Gavin Cruickshanks (SCO) Maksym Perepelytsya (UKR) |
|                        | (verslag) |          | Scheidsrechters: Gavin Cruickshanks (SCO) Maksym Perepelytsya (UKR) |

| 29 augustus 2018 19:00 |           |       |                                                              |
| Litouwen               | 0–11      | Polen | Scheidsrechters: Antonio Ilgrande (ITA) Michael Pontus (BEL) |
|                        | (verslag) |       | Scheidsrechters: Antonio Ilgrande (ITA) Michael Pontus (BEL) |

| 30 augustus 2018 15:00 |           |          |                                                              |
| Cyprus                 | 0–21      | Oekraïne | Scheidsrechters: Jaroslav Suchocki (LTU) Alexandr Tóth (CZE) |
|                        | (verslag) |          | Scheidsrechters: Jaroslav Suchocki (LTU) Alexandr Tóth (CZE) |

| 30 augustus 2018 17:00 |           |          |                                                                      |
| Italië                 | 10–0      | Litouwen | Scheidsrechters: Gavin Cruickshanks (SCO) Łukasz Zwierzchowski (POL) |
|                        | (verslag) |          | Scheidsrechters: Gavin Cruickshanks (SCO) Łukasz Zwierzchowski (POL) |

| 30 augustus 2018 19:00 |           |       |                                                                 |
| Tsjechië               | 0–2       | Polen | Scheidsrechters: Maksym Perepelytsya (UKR) Michael Pontus (BEL) |
|                        | (verslag) |       | Scheidsrechters: Maksym Perepelytsya (UKR) Michael Pontus (BEL) |

| 1 september 2018 15:00 |           |          |                                                                  |
| Litouwen               | 0–5       | Tsjechië | Scheidsrechters: Michael Pontus (BEL) Łukasz Zwierzchowski (POL) |
|                        | (verslag) |          | Scheidsrechters: Michael Pontus (BEL) Łukasz Zwierzchowski (POL) |

| 1 september 2018 17:00 |           |        |                                                              |
| Italië                 | 15–0      | Cyprus | Scheidsrechters: Jaroslav Suchocki (LTU) Alexandr Tóth (CZE) |
|                        | (verslag) |        | Scheidsrechters: Jaroslav Suchocki (LTU) Alexandr Tóth (CZE) |

| 1 september 2018 19:00 |           |       |                                                                  |
| Oekraïne               | 0–2       | Polen | Scheidsrechters: Antonio Ilgrande (ITA) Gavin Cruickshanks (SCO) |
|                        | (verslag) |       | Scheidsrechters: Antonio Ilgrande (ITA) Gavin Cruickshanks (SCO) |

| 2 september 2018 15:00 |           |        |                                                                     |
| Litouwen               | 2–0       | Cyprus | Scheidsrechters: Gavin Cruickshanks (SCO) Maksym Perepelytsya (UKR) |
|                        | (verslag) |        | Scheidsrechters: Gavin Cruickshanks (SCO) Maksym Perepelytsya (UKR) |

| 2 september 2018 17:00 |           |          |                                                                    |
| Tsjechië               | 2–9       | Oekraïne | Scheidsrechters: Antonio Ilgrande (ITA) Łukasz Zwierzchowski (POL) |
|                        | (verslag) |          | Scheidsrechters: Antonio Ilgrande (ITA) Łukasz Zwierzchowski (POL) |

| 2 september 2018 19:00 |           |        |                                                               |
| Polen                  | 0–0       | Italië | Scheidsrechters: Michael Pontus (BEL) Jaroslav Suchocki (LTU) |
|                        | (verslag) |        | Scheidsrechters: Michael Pontus (BEL) Jaroslav Suchocki (LTU) |

## Lousada
In Lousada, Portugal werd van 4 tot en met 9 september gespeeld. De zes teams speelden één keer tegen elkaar en de beste twee teams plaatsten zich voor de volgende ronde.
Alle tijden zijn in lokale tijd (UTC+1).
| Team        | GS | W | G | V | DV | DT | DS  | Ptn |
| ----------- | -- | - | - | - | -- | -- | --- | --- |
| Rusland     | 5  | 4 | 1 | 0 | 41 | 5  | +36 | 13  |
| Schotland   | 5  | 4 | 0 | 1 | 16 | 6  | +10 | 12  |
| Wit-Rusland | 5  | 3 | 1 | 1 | 15 | 11 | +4  | 10  |
| Gibraltar   | 5  | 1 | 1 | 3 | 8  | 15 | −7  | 4   |
| Portugal    | 5  | 1 | 1 | 3 | 9  | 23 | −14 | 4   |
| Turkije     | 5  | 0 | 0 | 5 | 10 | 39 | −29 | 0   |

| 4 september 2018 12:30 |           |           |                                                      |
| Rusland                | 5–0       | Gibraltar | Scheidsrechters: Sean Edwards (ENG) Sinan Acar (TUR) |
|                        | (verslag) |           | Scheidsrechters: Sean Edwards (ENG) Sinan Acar (TUR) |

| 4 september 2018 14:30 |           |         |                                                            |
| Schotland              | 7–2       | Turkije | Scheidsrechters: Paul van den Assum (NED) Paulo Lima (POR) |
|                        | (verslag) |         | Scheidsrechters: Paul van den Assum (NED) Paulo Lima (POR) |

| 4 september 2018 16:30 |           |          |                                                       |
| Wit-Rusland            | 2–1       | Portugal | Scheidsrechters: Lewis White (SCO) Anton Kochin (RUS) |
|                        | (verslag) |          | Scheidsrechters: Lewis White (SCO) Anton Kochin (RUS) |

| 5 september 2018 12:30 |           |         |                                                        |
| Rusland                | 17–1      | Turkije | Scheidsrechters: Andrei Saroka (BLR) Lewis White (SCO) |
|                        | (verslag) |         | Scheidsrechters: Andrei Saroka (BLR) Lewis White (SCO) |

| 5 september 2018 14:30 |           |             |                                                            |
| Gibraltar              | 3–4       | Wit-Rusland | Scheidsrechters: Paul van den Assum (NED) Sinan Acar (TUR) |
|                        | (verslag) |             | Scheidsrechters: Paul van den Assum (NED) Sinan Acar (TUR) |

| 5 september 2018 16:30 |           |          |                                                        |
| Schotland              | 2–0       | Portugal | Scheidsrechters: Sean Edwards (ENG) Anton Kochin (RUS) |
|                        | (verslag) |          | Scheidsrechters: Sean Edwards (ENG) Anton Kochin (RUS) |

| 6 september 2018 12:30 |           |         |                                                      |
| Wit-Rusland            | 2–2       | Rusland | Scheidsrechters: Sean Edwards (ENG) Paulo Lima (POR) |
|                        | (verslag) |         | Scheidsrechters: Sean Edwards (ENG) Paulo Lima (POR) |

| 6 september 2018 14:30 |           |           |                                                         |
| Gibraltar              | 0–2       | Schotland | Scheidsrechters: Anton Kochin (RUS) Andrei Saroka (BLR) |
|                        | (verslag) |           | Scheidsrechters: Anton Kochin (RUS) Andrei Saroka (BLR) |

| 6 september 2018 16:30 |           |         |                                                             |
| Portugal               | 5–4       | Turkije | Scheidsrechters: Paul van den Assum (NED) Lewis White (SCO) |
|                        | (verslag) |         | Scheidsrechters: Paul van den Assum (NED) Lewis White (SCO) |

| 8 september 2018 12:30 |           |             |                                                       |
| Turkije                | 1–7       | Wit-Rusland | Scheidsrechters: Anton Kochin (RUS) Lewis White (SCO) |
|                        | (verslag) |             | Scheidsrechters: Anton Kochin (RUS) Lewis White (SCO) |

| 8 september 2018 14:30 |           |         |                                                      |
| Schotland              | 1–4       | Rusland | Scheidsrechters: Sean Edwards (ENG) Paulo Lima (POR) |
|                        | (verslag) |         | Scheidsrechters: Sean Edwards (ENG) Paulo Lima (POR) |

| 8 september 2018 16:30 |           |           |                                                               |
| Portugal               | 2–2       | Gibraltar | Scheidsrechters: Andrei Saroka (BLR) Paul van den Assum (NED) |
|                        | (verslag) |           | Scheidsrechters: Andrei Saroka (BLR) Paul van den Assum (NED) |

| 9 september 2018 12:30 |           |           |                                                              |
| Wit-Rusland            | 0–4       | Schotland | Scheidsrechters: Paul van den Assum (NED) Anton Kochin (RUS) |
|                        | (verslag) |           | Scheidsrechters: Paul van den Assum (NED) Anton Kochin (RUS) |

| 9 september 2018 14:30 |           |           |                                                       |
| Turkije                | 2–3       | Gibraltar | Scheidsrechters: Paulo Lima (POR) Andrei Saroka (BLR) |
|                        | (verslag) |           | Scheidsrechters: Paulo Lima (POR) Andrei Saroka (BLR) |

| 9 september 2018 16:30 |           |          |                                                      |
| Rusland                | 13–1      | Portugal | Scheidsrechters: Sinan Acar (TUR) Sean Edwards (ENG) |
|                        | (verslag) |          | Scheidsrechters: Sinan Acar (TUR) Sean Edwards (ENG) |

## Santiago
In Santiago, Chili werd van 18 tot en met 23 september gespeeld. De zes teams speelden één keer tegen elkaar en de beste twee teams plaatsten zich voor de volgende ronde.
Alle tijden zijn in lokale tijd (UTC−4).
| Team      | GS | W | G | V | DV | DT | DS  | Ptn |
| --------- | -- | - | - | - | -- | -- | --- | --- |
| Chili     | 5  | 4 | 1 | 0 | 44 | 2  | +42 | 13  |
| Brazilië  | 5  | 4 | 0 | 1 | 39 | 5  | +34 | 12  |
| Venezuela | 5  | 3 | 0 | 2 | 20 | 10 | +10 | 9   |
| Uruguay   | 5  | 2 | 1 | 2 | 8  | 5  | +3  | 7   |
| Peru      | 5  | 1 | 0 | 4 | 5  | 21 | −16 | 3   |
| Bolivia   | 5  | 0 | 0 | 5 | 0  | 73 | −73 | 0   |

| 18 september 2018 14:00 |           |         |                                                                  |
| Brazilië                | 22–0      | Bolivia | Scheidsrechters: Donovan Simmons (BER) Rodrigo Rivadeneira (PER) |
|                         | (verslag) |         | Scheidsrechters: Donovan Simmons (BER) Rodrigo Rivadeneira (PER) |

| 18 september 2018 16:00 |           |         |                                                             |
| Venezuela               | 2–0       | Uruguay | Scheidsrechters: Federico Silva (ARG) Rafael Mendonça (BRA) |
|                         | (verslag) |         | Scheidsrechters: Federico Silva (ARG) Rafael Mendonça (BRA) |

| 18 september 2018 18:00 |           |      |                                                        |
| Chili                   | 7–0       | Peru | Scheidsrechters: Daniel López (URU) Andrey Umana (CRC) |
|                         | (verslag) |      | Scheidsrechters: Daniel López (URU) Andrey Umana (CRC) |

| 19 september 2018 14:00 |           |           |                                                        |
| Bolivia                 | 0–14      | Venezuela | Scheidsrechters: Daniel López (URU) Alfonso Mery (CHI) |
|                         | (verslag) |           | Scheidsrechters: Daniel López (URU) Alfonso Mery (CHI) |

| 19 september 2018 16:00 |           |      |                                                           |
| Brazilië                | 9–0       | Peru | Scheidsrechters: Federico Silva (ARG) Manuel Sierra (VEN) |
|                         | (verslag) |      | Scheidsrechters: Federico Silva (ARG) Manuel Sierra (VEN) |

| 19 september 2018 18:00 |           |         |                                                           |
| Chili                   | 0–0       | Uruguay | Scheidsrechters: Donovan Simmons (BER) Andrey Umana (CRC) |
|                         | (verslag) |         | Scheidsrechters: Donovan Simmons (BER) Andrey Umana (CRC) |

| 20 september 2018 14:00 |           |          |                                                           |
| Venezuela               | 1–3       | Brazilië | Scheidsrechters: Daniel López (URU) Donovan Simmons (BER) |
|                         | (verslag) |          | Scheidsrechters: Daniel López (URU) Donovan Simmons (BER) |

| 20 september 2018 16:00 |           |      |                                                          |
| Uruguay                 | 2–0       | Peru | Scheidsrechters: Federico Silva (ARG) Alfonso Mery (CHI) |
|                         | (verslag) |      | Scheidsrechters: Federico Silva (ARG) Alfonso Mery (CHI) |

| 20 september 2018 18:00 |           |       |                                                                  |
| Bolivia                 | 0–27      | Chili | Scheidsrechters: Rodrigo Rivadeneira (PER) Rafael Mendonça (BRA) |
|                         | (verslag) |       | Scheidsrechters: Rodrigo Rivadeneira (PER) Rafael Mendonça (BRA) |

| 22 september 2018 14:00 |           |         |                                                           |
| Peru                    | 5–0       | Bolivia | Scheidsrechters: Andrey Umana (CRC) Rafael Mendonça (BRA) |
|                         | (verslag) |         | Scheidsrechters: Andrey Umana (CRC) Rafael Mendonça (BRA) |

| 22 september 2018 16:00 |           |         |                                                            |
| Brazilië                | 3–1       | Uruguay | Scheidsrechters: Donovan Simmons (BER) Manuel Sierra (VEN) |
|                         | (verslag) |         | Scheidsrechters: Donovan Simmons (BER) Manuel Sierra (VEN) |

| 22 september 2018 18:00 |           |       |                                                                 |
| Venezuela               | 0–7       | Chili | Scheidsrechters: Federico Silva (ARG) Rodrigo Rivadeneira (PER) |
|                         | (verslag) |       | Scheidsrechters: Federico Silva (ARG) Rodrigo Rivadeneira (PER) |

| 23 september 2018 14:00 |           |         |                                                                |
| Uruguay                 | 5–0       | Bolivia | Scheidsrechters: Manuel Sierra (VEN) Rodrigo Rivadeneira (PER) |
|                         | (verslag) |         | Scheidsrechters: Manuel Sierra (VEN) Rodrigo Rivadeneira (PER) |

| 23 september 2018 16:00 |           |           |                                                           |
| Peru                    | 0–3       | Venezuela | Scheidsrechters: Alfonso Mery (CHI) Rafael Mendonça (BRA) |
|                         | (verslag) |           | Scheidsrechters: Alfonso Mery (CHI) Rafael Mendonça (BRA) |

| 23 september 2018 18:00 |           |          |                                                          |
| Chili                   | 3–2       | Brazilië | Scheidsrechters: Daniel López (URU) Federico Silva (ARG) |
|                         | (verslag) |          | Scheidsrechters: Daniel López (URU) Federico Silva (ARG) |

## Bulawayo
In Bulawayo, Zimbabwe werd van 7 tot en met 9 december gespeeld. De vier teams speelden één keer tegen elkaar en het beste land plaatste zich voor de volgende ronde.
Alle tijden zijn in lokale tijd (UTC+2).
| Team     | GS | W | G | V | DV | DT | DS  | Ptn |
| -------- | -- | - | - | - | -- | -- | --- | --- |
| Egypte   | 3  | 3 | 0 | 0 | 34 | 2  | +32 | 9   |
| Zimbabwe | 3  | 0 | 2 | 1 | 6  | 9  | −3  | 2   |
| Zambia   | 3  | 0 | 2 | 1 | 6  | 19 | −13 | 2   |
| Namibië  | 3  | 0 | 2 | 1 | 8  | 24 | −16 | 2   |

| 7 december 2018 14:00 |           |         |                                                            |
| Egypte                | 17–1      | Namibië | Scheidsrechters: Ayden Shrives (RSA) Munashe Mashoko (ZIM) |
|                       | (verslag) |         | Scheidsrechters: Ayden Shrives (RSA) Munashe Mashoko (ZIM) |

| 7 december 2018 16:00 |           |        |                                                           |
| Zimbabwe              | 2–2       | Zambia | Scheidsrechters: Mohamed Hassan (EGY) Peter Caulder (RSA) |
|                       | (verslag) |        | Scheidsrechters: Mohamed Hassan (EGY) Peter Caulder (RSA) |

| 8 december 2018 14:00 |           |        |                                                             |
| Namibië               | 4–4       | Zambia | Scheidsrechters: Munashe Mashoko (ZIM) Mohamed Hassan (EGY) |
|                       | (verslag) |        | Scheidsrechters: Munashe Mashoko (ZIM) Mohamed Hassan (EGY) |

| 8 december 2018 16:00 |           |          |                                                         |
| Egypte                | 4–1       | Zimbabwe | Scheidsrechters: Elvis Bwalya (ZAM) Ayden Shrives (RSA) |
|                       | (verslag) |          | Scheidsrechters: Elvis Bwalya (ZAM) Ayden Shrives (RSA) |

| 9 december 2018 14:00 |           |        |                                                            |
| Egypte                | 13–0      | Zambia | Scheidsrechters: Munashe Mashoko (ZIM) Peter Caulder (RSA) |
|                       | (verslag) |        | Scheidsrechters: Munashe Mashoko (ZIM) Peter Caulder (RSA) |

| 9 december 2018 16:00 |           |          |                                                         |
| Namibië               | 3–3       | Zimbabwe | Scheidsrechters: Elvis Bwalya (ZAM) Ayden Shrives (RSA) |
|                       | (verslag) |          | Scheidsrechters: Elvis Bwalya (ZAM) Ayden Shrives (RSA) |

## Lahore
In Lahore, Pakistan werd van 17 tot en met 22 december gespeeld. De vier teams speelden één keer tegen elkaar en het beste land plaatste zich voor de volgende ronde. Het toernooi zou eerst van 25-30 september worden gehouden, maar volgens de Pakistaanse hockeybond weigerden Oman, Qatar en Sri Lanka om financiële redenen en diverse landen weigerden toen naar Pakistan af te reizen. Een andere bron gaf aan dat alleen Kazachstan aan de start zou staan omdat ook Afghanistan en Bangladesh verstek zouden laten gaan en dat naast financiële ook veiligheidsredenen werden aangehaald.
Alle tijden zijn in lokale tijd (UTC+5).
| Team        | GS | W | G | V | DV | DT | DS  | Ptn |
| ----------- | -- | - | - | - | -- | -- | --- | --- |
| Oezbekistan | 3  | 3 | 0 | 0 | 23 | 3  | +20 | 9   |
| Kazachstan  | 3  | 2 | 0 | 1 | 16 | 6  | +10 | 6   |
| Nepal       | 3  | 1 | 0 | 2 | 5  | 12 | −7  | 3   |
| Afghanistan | 3  | 0 | 0 | 3 | 0  | 23 | −23 | 0   |

| 17 december 2018 12:00 |           |             |                                                             |
| Afghanistan            | 0–11      | Oezbekistan | Scheidsrechters: Hafiz Latif (PAK) Makhsudbek Urmanov (KAZ) |
|                        | (verslag) |             | Scheidsrechters: Hafiz Latif (PAK) Makhsudbek Urmanov (KAZ) |

| 18 december 2018 12:00 |           |       |                                                        |
| Kazachstan             | 6–0       | Nepal | Scheidsrechters: Hafiz Latif (PAK) Sohail Janjua (PAK) |
|                        | (verslag) |       | Scheidsrechters: Hafiz Latif (PAK) Sohail Janjua (PAK) |

| 19 december 2018 14:00 |           |            |                                                         |
| Afghanistan            | 0–8       | Kazachstan | Scheidsrechters: Hafiz Latif (PAK) Yasir Khurshid (PAK) |
|                        | (verslag) |            | Scheidsrechters: Hafiz Latif (PAK) Yasir Khurshid (PAK) |

| 20 december 2018 14:00 |           |       |                                                       |
| Oezbekistan            | 6–1       | Nepal | Scheidsrechters: Sohail Janjua (PAK) Waqas Butt (AZE) |
|                        | (verslag) |       | Scheidsrechters: Sohail Janjua (PAK) Waqas Butt (AZE) |

| 21 december 2018 12:00 |           |             |                                                                |
| Nepal                  | 4–0       | Afghanistan | Scheidsrechters: Yasir Khurshid (PAK) Makhsudbek Zrmanov (KAZ) |
|                        | (verslag) |             | Scheidsrechters: Yasir Khurshid (PAK) Makhsudbek Zrmanov (KAZ) |

| 22 december 2018 14:00 |           |             |                                                           |
| Kazachstan             | 2–6       | Oezbekistan | Scheidsrechters: Sohail Janjua (PAK) Yasir Khurshid (PAK) |
|                        | (verslag) |             | Scheidsrechters: Sohail Janjua (PAK) Yasir Khurshid (PAK) |

Mannen:
Series Open ·
Series Finals
Vrouwen:
Series Open ·
Series Finals